# Ар-Рушайда
Ар-Рушайда (англ. al-Rushaydah, араб. الرشيدة) — поселення в Сирії, що складає невеличку друзьку общину в нохії  Аль-Мушаннаф, яка входить до складу однойменної мінтаки Ес-Сувейда в південній сирійській мухафазі Ес-Сувейда.